# Cantone di Sumène
Il Cantone di Sumène era una divisione amministrativa dell'arrondissement di Le Vigan.
A seguito della riforma approvata con decreto del 24 febbraio 2014, che ha avuto attuazione dopo le elezioni dipartimentali del 2015, è stato soppresso.

## Composizione
Comprendeva i comuni di:
- Roquedur
- Saint-Bresson
- Saint-Julien-de-la-Nef
- Saint-Laurent-le-Minier
- Saint-Martial
- Saint-Roman-de-Codières
- Sumène